# Supergirl (film, 2026)
Pour les articles homonymes, voir Supergirl.
Série DC Universe
Superman
(2025) Clayface
(2026)
Pour plus de détails, voir Fiche technique et Distribution.
Supergirl est un film de super-héros américain réalisé par Craig Gillespie dont la sortie est prévue en 2026.
Deuxième production de l'univers partagé DC Universe, dont il fait partie du premier chapitre intitulé Gods and Monsters, il s'agit d'un film centré sur le personnage de Kara Zor-El / Supergirl de l'éditeur DC Comics et d'une adaptation de la mini-série de comics Supergirl: Woman of Tomorrow (2021–2022) de Tom King et Bilquis Evely.
Écrit par Ana Nogueira, le film suit l'héroïne incarnée par Milly Alcock dans un voyage à travers la galaxie dans lequel elle accompagne la jeune Ruthye Marye Knoll (Eve Ridley) dans sa quête de vengeance contre Krem (Matthias Schoenaerts), l'assassin de son père.

## Synopsis
Alors qu'elle célèbre son 21e anniversaire, Kara Zor-El, fille de Zor-El et cousine de Kal-El, voyage à travers la galaxie avec son chien Krypto. Elle fait alors la rencontre de Ruthye Marye Knoll, une jeune fille voulant se venger de Krem, qui a tué son père.

## Fiche technique
Sauf indication contraire, les informations mentionnées dans cette section peuvent être confirmées par la base de données cinématographiques IMDb,  présente dans la section « Liens externes ».
- Titre original : Supergirl
  - Titre de travail : Supergirl: Woman of Tomorrow
- Réalisation : Craig Gillespie
- Scénario : Ana Nogueira, d'après le personnage créé par Otto Binder et Al Plastino et la mini-série Supergirl: Woman of Tomorrow de Tom King et Bilquis Evely
- Décors : Neil Lamont
- Costumes : Anna B. Sheppard
- Photographie : Rob Hardy
- Montage : Tatiana S. Riegel
- Casting : Lucy Bevan, Bret Howe et Mary Vernieu
- Production : James Gunn et Peter Safran
- Production déléguée : Nigel Gostelow, Chantal Nong Vo et Lars P. Winther
- Sociétés de production : DC Studios, The Safran Company et Troll Court Entertainment
- Société de distribution : Warner Bros.
- Pays de production :  États-Unis
- Langue originale : anglais
- Format : couleur — DCP 4K  — son Dolby Atmos
- Genre : super-héros, science-fiction, action
- Date de sortie : Dates sujettes à modification
  - France : 24 juin 2026
  - États-Unis et Canada : 26 juin 2026

## Distribution
- Milly Alcock : Kara Zor-El / Supergirl
- Matthias Schoenaerts : Krem des Collines d'Ocre (Krem of the Yellow Hills en version originale)
- Eve Ridley : Ruthye Marye Knoll
- David Krumholtz : Zor-El
- Emily Beecham : Alura In-Ze
- Jason Momoa : Lobo (caméo)

## Production

### Genèse
En août 2018, le scénariste Oren Uziel est engagé par Warner Bros. pour écrire un film sur Supergirl. À cette époque, Warner Bros. et DC Films veulent une nouvelle approche au DC Extended Universe après plusieurs échecs critiques et commerciaux. Alors que le projet n'en est qu'à ses débuts, le studio exprime son souhait d'embaucher une réalisatrice. Le souhait du studio de se concentrer sur un film Supergirl est ensuite cité comme l'une des raisons pour lesquelles Henry Cavill n'incarnera plus son cousin Superman dans les futurs films de l'univers, rôle qu'il tenait depuis Man of Steel (2013). Néanmoins, Henry Cavill dévoilera plus tard qu'il souhaite toujours reprendre le rôle. Le tournage de Supergirl est alors annoncé pour début 2020, avant d'être repoussé en raison de la pandémie de Covid-19. En février 2021, l'actrice Sasha Calle est choisie pour incarner Kara Zor-El dans The Flash, treizième film du DC Extended Universe, et signe un contrat pour plusieurs films,. Le film centré sur le personnage est alors envisagé pour une sortie en 2022 ou 2023.
En avril 2022, Discovery, Inc. et WarnerMedia (société mère de Warner Bros.) fusionnent pour devenir Warner Bros. Discovery, dirigée par David Zaslav. Cela engendre une restructuration de DC Entertainment ; David Zaslav cherche alors à mettre à la tête de la division DC Films une personne équivalente à Kevin Feige chez Marvel Studios. Tatiana Siegel de Rolling Stone révèle en août qu'il était peu probable que le projet Supergirl avance sous la direction de Zaslav et il est ainsi discrètement annulé par la suite. Le réalisateur-scénariste James Gunn et le producteur Peter Safran sont ensuite annoncés à la tête de DC Studios qui remplace DC Films. Une semaine après, ils commencent à travailler avec un groupe de scénaristes pour développer un plan sur huit à dix ans pour un nouvel univers commun, le DC Universe, un reboot du DC Extended Universe,,.

### Développement
En janvier 2023, James Gunn et Peter Safran dévoilent les premiers projets du DC Universe, dont le premier chapitre est nommée Gods and Monsters. L'un des projets est une adaptation de la mini-série de comics Supergirl: Woman of Tomorrow (2021-2022) de Tom King et Bilquis Evely,. James Gunn décrit le projet comme « un grand film épique de science-fiction » et révèle qu'il explorera une version plus sombre de Kara Zor-El / Supergirl que ses précédentes apparitions à l'écran,. Tom King est par ailleurs annoncé comme l'un des auteurs travaillant sur l'intrigue globale de l'univers partagé.
En novembre 2023, il est révélé qu'Ana Nogueira a été engagée pour écrire le scénario. Elle était auparavant attachée à l'écriture d'un film sur le personnage en 2022 quand ce dernier devait faire parti du DC Extended Universe. James Gunn et Peter Safran étant séduit par son travail, ils lui ont proposé un contrat d'écriture avec le studio. Gunn qualifie le scénario de Nogueira d'une « belle histoire à travers les étoiles. » Satisfait du résultat final, il choisit ensuite d'en faire le deuxième film du DC Universe, après son Superman, ce qui n'était pas initialement prévu. Il est ensuite révélé que le film mettra également en scène le personnage de Krypto.
David Zaslav confirme en février 2024 que le scénario est écrit et que les castings sont en cours. En avril, Craig Gillespie entre en négociations pour réaliser le film. Chantal Nong, la vice-présidente de DC Studios, est alors annoncée comme productrice déléguée. La présence de Gillespie est officiellement confirmée le mois suivant, alors qu'une sortie est fixée pour juin 2026. James Gunn révèle que le film possèdera une structure en trois actes contrairement au comics original, mais il conserverait les principaux personnages et thèmes de la bande dessinée. Le film est ensuite renommé simplement Supergirl.

### Attribution des rôles

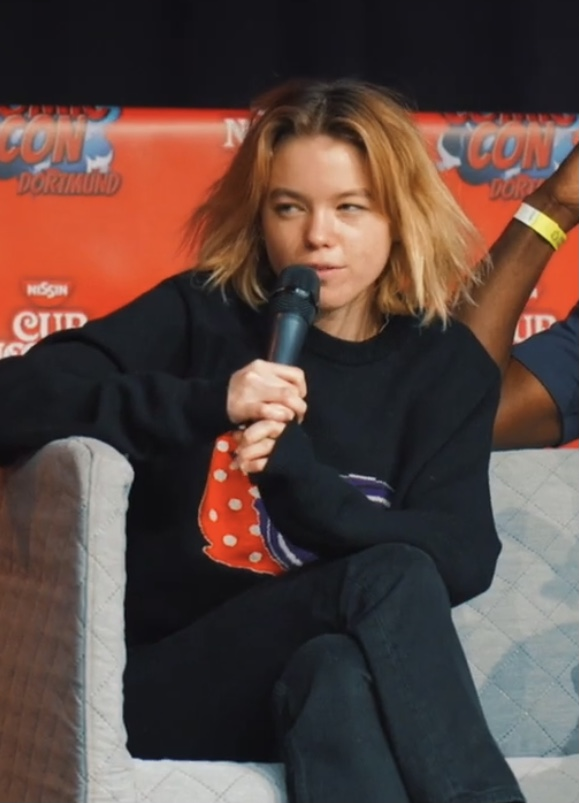
Milly Alcock interprète de Kara Zor-El / Supergirl.

Lors de l'annonce du DC Universe, James Gunn dévoile que bien que ce dernier soit un reboot, certains acteurs conserveront le rôle qu'ils tenaient dans le DC Extended Universe. En juin 2023, lors de la promotion de The Flash, Sasha Calle exprime alors son amour pour la série de comics Supergirl: Woman of Tomorrow et qu'elle aimerait reprendre son rôle dans le film, mais cela n'est alors pas garanti. L'actrice révèle ensuite avoir rencontré Peter Safran, mais James Gunn décide finalement d'aller dans une nouvelle direction avec une autre actrice. L'actrice déclare par la suite avoir « le cœur brisé » et se dit frustrée par la décision parce qu'elle avait filmé une fin différente de The Flash, qui était destinée à préparer les futures apparitions de son personnage. Elle se dit cependant fière de son travail dans ce rôle.
En janvier 2024, Milly Alcock, Emilia Jones, Cailee Spaeny et Meg Donnelly sont annoncées comme candidates pour jouer le rôle de Supergirl. La dernière lui avait prêté sa voix dans les films d'animation Légion des super-héros (2023) et Justice League: Crisis on Infinite Earths (2024),. Alors qu'Emilia Jones ne fait aucune lecture pour le rôle, Milly Alcock et Meg Donnelly passent des auditions et des essais filmés en costume sur le plateau de Superman à Atlanta,. Fin janvier 2024, Milly Alcock est officiellement confirmée. James Gunn justifie ce choix car l'actrice incarne la façon dont la scénariste Ana Nogueira et les auteurs du comics original, Tom King et Bilquis Evely, envisageaient le personnage,. Gunn révèle qu'il avait mentionné pour la première fois le nom de l'actrice à Peter Safran plus d'un an avant son embauche, après avoir vu sa performance dans la série House of the Dragon. Gunn pensait qu'elle avait « l'avantage, la grâce [et] l'authenticité » pour sa vision de Supergirl, qu'il voulait éloigner de la version plus sensible de Melissa Benoist dans la série Supergirl (2015-2021) et le Arrowverse.
En septembre 2024, Matthias Schoenaerts est choisi pour incarner l'antagoniste principal, Krem,. Eve Ridley est ensuite choisie pour le rôle de la jeune Ruthye Marye Knoll.
En décembre 2024, Jason Momoa, jusque là interprète d'Aquaman dans le DC Extended Universe, rejoint le DC Universe et est annoncé dans le rôle de Lobo. Des rumeurs sur sa présence tournaient depuis 2023 suite à des discussions qu'il aurait eu avec DC Studios incarner le personnage dans le premier film de l'univers, Superman (2025), ou dans un film autonome. Bien que le personnage n'apparaisse pas dans la bande dessinée originale Superman: Woman of Tomorrow, le pitch original de Tom King pour l'histoire était une collaboration entre Supergirl et Lobo, à l'instar de Mattie Ross et Rooster Cogburn dans le roman True Grit (1968). Il est ensuite précisé que la présence de Momoa se limitera à un caméo.
En janvier 2025, David Krumholtz et Emily Beecham sont annoncés dans le rôle des parents de Supergirl,,.

### Tournage
Après l'annonce du choix de Milly Alcock dans le rôle principal, le tournage est initialement annoncé pour courant 2024,. Les prises de vues démarrent finalement le 13 janvier 2025 dans les Warner Bros. Studios Leavesden ainsi qu'à Londres,. Le tournage se poursuit également en Écosse, en Islande et à Los Angeles, et se termine en mai 2025,.